# Ademir Vieira
Ademir Vieira (São Paulo, 21 de outubro de 1951), é um ex-futebolista brasileiro. Actuava como médio avançado e jogou pelo Santo André (Brasil), pelo Olhanense e pelo Futebol Clube do Porto. Por este clube foi bi-Campeão Nacional, nas épocas de 1977/78 e 1978/79.

## Títulos
Porto
- Primeira Liga: 1977–78
- Taça de Portugal: 1976–77